# ستيف وودورد
ستيف وودورد (بالإنجليزية: Steve Woodward)‏ هو حكم كركيت ‏ نيوزيلندي، ولد في 1947.